# Saulmory-Villefranche
Saulmory-Villefranche, anteriormente denominado Saulmory-et-Villefranche, es una comuna francesa situada en el departamento de Mosa, de la región de Gran Este.

## Demografía
| Gráfica de evolución demográfica de Saulmory-Villefranche entre 1800 y 2014 |
|                                                                             |

Los datos demográficos contemplados en este gráfico de la comuna de Saulmory-Villefranche se han cogido de 1800 a 1999 de la página francesa EHESS/Cassini, y los demás datos de la página del INSEE.